# Clytoceyx rex
El martín cazador picopala (Clytoceyx rex) es una especie de ave coraciforme de la familia Halcyonidae endémica de Nueva Guinea. Es la única especie del género Clytoceyx.

## Descripción
El martín cazador picopala mide alrededor de 33 cm de largo. Tiene un pico corto y grueso con una forma única entre los miembros de su familia. Su cabeza, alas y espalda son de color pardo oscuro. Mientras que sus partes inferiores cuello y lista postocular son de color castaño rojizo. Su garganta es blanca y su obispillo es de color azul iridiscente. Sus ojos son pardos y su pico de color pardo negruzco. Ambos sexos tienen una apariencia similar, pero se diferencian fácilmente por el color de la cola, que es azul en los machos y rufa en las hembras. El plumaje de los juveniles se parece al de las hembras aunque con un patrón escamado.

## Distribución y hábitat
Es una especie endémica de la isla de Nueva Guinea. Se encuentra principalmente en los bosques de montaña, aunque se ha registrado desde el nivel del mar hasta los 2400 m de altitud. Busca su alimento en el barro o el suelo húmedo. Su dieta se compone principalmente de lombrices, caracoles, escarabajos, lagartijas e insectos. 
Es una especie poco llamativa y difícil de ver, probablemente tiene hábitos parcialmente crepusculares.